# Achatinella buddii

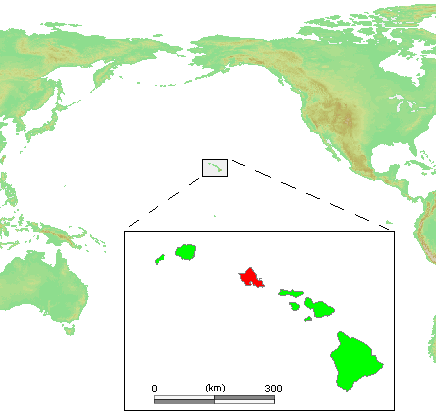
Verbreitungsgebiet von Achatinella buddii

Achatinella buddii ist eine ausgestorbene Schneckenart aus der Gattung Achatinella, einer Gruppe von 41 baumbewohnenden Schneckentaxa, die nur auf der hawaiischen Insel Oʻahu vorkommen.

## Beschreibung
Achatinella buddii erreichte eine Gehäuselänge von 2,0 Zentimetern und einen Gehäusedurchmesser von 1,0 Zentimetern. Das robuste Gehäuse war konisch eiförmig und linksgewunden. Die sechs gewölbten Windungen waren an der Oberseite etwas gerandet. Die Nähte waren mäßig perforiert und weiß gebändert. Die Mündung war eiförmig. Die Lippe war zugespitzt und innerhalb verdickt. Die Gehäuseschale war gelblich blaugrau oder hellbraun. Die Spindel und die Mündung waren weiß.

## Vorkommen
Achatinella buddii war in den Tälern von Wailae, Palolo, Manoa sowie am Kopf des Makiki verbreitet.

## Aussterben
Achatinella buddii wurde gegen 1900 zuletzt gesehen. Vermutlich verschwand die Art durch Übersammlung sowie durch die Abholzung der Wälder.